# Hesteel Serbia Iron & Steel
Hesteel Serbia Iron & Steel (сокр. Hesteel Serbia; до апреля 2016 года Железара Смедерево (серб. Železara Smederevo); полное фирменное наименование: «Hesteel Serbia Iron & Steel d.o.o. Beograd») — входящий в китайский конгломерат Hesteel Group сербский промышленный концерн по производству стали, базирующийся в городе Белград. Он работает в село́ Радинац (сталелитейный завод, горячей и холодной прокатки) и городах Смедерево (гавань), Шабац (жестяной завод) и Кучево (добыча известняка).
В 2015 году конгломерат занял 2 место в пятёрке компаний с самым высоким чистым убытком.

## История
20 февраля 1913 года была основана компания под названием Srpsko rudarsko topioničarsko industrijsko drustvo a.d. (SARTID a.d.). В начале, в основном акционерами компании были иностранные инвесторы. В период с 1945 по 1992 год сталелитейным заводом управляло правительство Социалистической Федеративной Республики Югославии. Многие новые заводы были открыты в этот период, но SARTID был столпом югославской металлургии.
В течение 1990-х годов стоимость компании значительно снизилась, в основном из-за санкций, которые были введены из-за югославской войны. Потеря рынка и поставщиков вызвало позже банкротство компании.
В апреле 2003 года, через две недели после убийства сербского премьер-министра Зорана Джинджича, обанкротившаяся компания была продана американской стали компании U.S. Steel за $ 23 млн. U.S. Steel также обязались вложить $ 150 млн в модернизацию завода. После приобретения компании, владельцы изменили название с SARTID a.d. на U.S. Steel Serbia d.o.o. (USS Serbia d.o.o.) В период с 2003 по 2012 год компания была самым большим сербским экспортёром.
31 января 2012 года U.S. Steel продал компанию правительству Сербии за $ 1, оставив его с 5 400 сотрудников и долговыми обязательствами из-за падения мировых цен на сталь. Название было изменено на Железара Смедерево серб. Železara Smederevo. С уходом U.S. Steel компания погрузилась в ещё бо́льшие проблемы. К концу июня 2012 года были закрыты обе большие печи, и 5000 работников были отправлены в оплачиваемый отпуск. С 22 апреля 2013 года снова начинается работа в малых объёмах. С тех пор правительство Сербии стало искать стратегического партнера, тем не менее, несколько открытых конкурсов были отменены из-за отсутствия действительных предложений.
5 декабря 2014 года сербское Агентство приватизации выпустило государственный тендер на закупку 80,01 % акций компании. 12 января 2015 года американская компания Esmark Steel Group была подтверждена правительством Сербии в качестве единственного действующего участника торгов, и, таким образом, начались переговоры о поглощении компании. 17 февраля 2015 года, после месяца переговоров, сербский премьер Вучич заявил, что правительство Сербии приняло решение отклонить предложение Esmark по покупке компании. Такое решение было принято в основном потому, что правительство не получило заверения от Esmark, что завод не будет закрыта после нескольких лет работы.
21 марта 2015 года был подписан контракт между Службой управления Железара Смедерево и голландской компанией НРК Engineering, которая должна была управлять предприятием в течение следующих трёх лет. НРК Engineering должна была нести ответственность за создание условий для Железара Смедерево, чтобы стать прибыльной компанией в течение ближайших 6 месяцев, сохраняя при этом текущий размер рабочей силы.
В апреле 2016 года группа компаний Hesteel Group предложила цену € 46 млн, и заявила о планах инвестировать $ 300 млн в течение 2-х лет, включая установку оборудования для гальванизации, а также довести производство до 2,1 млн тонн по сравнению с текущими (на тот момент) 0,875 млн тонн.

## Награды
- Золотая медаль «За заслуги» (2025 год, Сербия)[17][18].